# Friederike von Barring
Friederike von Barring ist ein deutsches Filmdrama aus dem Jahre 1956 von Rolf Thiele mit Nadja Tiller, Martin Held, Carl Raddatz und Dietmar Schönherr in den Hauptrollen. Der Film entstand als Fortsetzung infolge des großen Erfolgs von Die Barrings, im Vorjahr (1955) ebenfalls von Thiele inszeniert.

## Handlung
Die Geschichte setzt in der frühen Weimarer Republik ein. Die Barrings haben sich, aus Ostpreußen kommend, mittlerweile in Berlin niedergelassen. Angesichts der schweren wirtschaftlichen Umstände und der Hyperinflation erschießt sich der alte Barring, Vater des Mädchens Friederike, am 16. April 1923, nachdem er einen Abschiedsbrief verfasst hat, im Tiergarten. Großonkel Emanuel von Eyff wird zu Friederikes Vormund bestimmt. Doch Friederike besitzt einen unbändigen Freiheitsdrang und Lebenswillen; sie will den Barring’schen Konventionen entfliehen und nicht bei ihren sauertöpfischen Verwandten versauern. Ihr Ziel ist es, in der flirrenden, energetischen und nahezu hyperventilierenden Amüsiermetropole Berlin Karriere im Showgeschäft zu machen. Erst tritt sie als Tänzerin auf, dann versucht sie sich als Diseuse beim Varieté-Besitzer Falkenstein. Als sich die Möglichkeit ergibt, den jungen Millionenerben und Industriellensohn Müller-Stauen junior zu heiraten, schlägt sie diese Gelegenheit aus. Bald fühlt sich Friederike ausgezehrt und überanstrengt und erholt sich daraufhin im Schweizer Kurort Davos. 
Als 1933 in Deutschland die Nationalsozialisten die Macht übernehmen, entscheidet sie sich an der Seite ihres jüdischen Förderers Falkenstein Deutschland zu verlassen. Beide wandern nach New York aus, wo Friederike, die zumeist „Fritzi“ genannt wird, die große Karriere anstrebt. Doch hier hat man nicht gerade auf sie gewartet, und so schlägt sich Fritzi mehr schlecht als recht durch. Als 1936 Falkenstein im Exil stirbt, hält Friederike nichts mehr in den Vereinigten Staaten, und sie entschließt sich zur Rückkehr in das Reich Hitlers. Fritzi von Barring entschließt sich dazu, auf den Spuren ihrer Vorfahren zu wandeln, und kehrt nach Ostpreußen zurück, um dort zu finden, was sie nun am dringendsten sucht: Ruhe, Frieden … und sich selbst. Als alle anderen Ostpreußen zum Jahresbeginn 1945 versuchen, vor der Roten Armee in langen Treks durch den Schnee in Richtung Westen zu fliehen, harrt Friederike stoisch auf ihrer eigenen Scholle aus und stirbt im denjenigen Moment, als die sowjetischen Truppen ihren Familienbesitz erobern.

## Produktionsnotizen
Friederike von Barring entstand im Filmatelier Göttingen und wurde am 17. August 1956 in Berlins Marmorhaus uraufgeführt.
Produzent Hans Abich übernahm auch die Herstellungsleitung, Eberhard Krause die Produktionsleitung. Walter Haag entwarf die Filmbauten, Manon Hahn die Kostüme. Gerhard Krüger führte die Kamera unter der Leitung von Chefkameramann Werner Krien. 
Nadja Tiller, die hier die Titelrolle verkörpert, hatte im ersten „Barring“-Film noch die Gerda Barring gespielt, die Großmutter Friederikes.

## Kritiken
Die Kritiken fielen zum zweiten Teil deutlich negativer aus als zum ersten Teil der „Barrings“:
Der Spiegel befand: „Dem Regisseur Thiele ist mancher Zeitton und auch manche halbe Parodie geglückt. Der Autor dagegen mischt die zerfahrene Biographie recht kunstlos mit den bekannten politischen Fakten. Die einstige Schönheitskönigin Nadja Tiller ("Miss Austria 1949"), die im ersten Barring-Film die böse Gerda spielte, stellt nun deren Enkelin so reizvoll und besonnen dar, daß auch das süßlichste Weh noch zu ertragen ist.“
Im Lexikon des Internationalen Films ist zu lesen: „Melodramatischer und anbiedernder als der erste Teil, weit entfernt von der literarischen Vorlage.“